# Y'a pas que les grands qui rêvent
Singles de Melody
Chariot d'étoiles
(1990)
Clip vidéo
[vidéo] « Y'a pas que les grands qui rêvent (Télé Caroline, FR3) », sur YouTube
Y'a pas que les grands qui rêvent est une chanson de la chanteuse belge Melody, composée par Jean-Pierre Millers et Guy Carlier. Elle l'a sortie comme son premier single en 1989, à l'âge de douze ans.
La chanson fait son entrée au classement français des singles à la quarante-troisième place lors de la semaine du 19 août 1989 et atteint sa meilleure position à la deuxième place durant quatre semaines consécutives en novembre.
Cette chanson est incluse dans le premier album de Melody, Danse ta vie, qui sort en 1991.

## Reprises
La chanson a été reprise en 2019 par la chanteuse française Juliette Armanet, puis en 2021 par la chanteuse française Valentina, elle aussi âgée de 12 ans.

## Liste des titres
| 1. | Y'a pas que les grands qui rêvent                         | J.-P. Millers / G. Carlier / J.-P. Millers | 3:40 |
| 2. | Y'a pas que les grands qui rêvent (Version instrumentale) | J.-P. Millers / G. Carlier / J.-P. Millers | 3:40 |

## Classements
En 1990 les ventes réelles sont de 901000 .
| Classement (1989) | Meilleure position | Ventes certifiées | Ventes réelles | Certifications |
| ----------------- | ------------------ | ----------------- | -------------- | -------------- |
| France (SNEP)     | 2                  | 400 000           | 602 000        | Or             |